# 忘れる。
忘れる。（わすれる）は、事務所に所属せずフリーで活動する日本のお笑いコンビ。

## メンバー
橋本 知也（はしもと ともや、1982年8月4日（42歳） - ）
ツッコミ担当。スキンヘッド。
奈良県生駒市出身。奈良県立西の京高等学校卒業。血液型はB型。

鶴山 侑一（つるやま ゆういち、1985年8月13日（39歳） - ）
ボケ担当。長髪。
千葉県出身、千葉県立実籾高校卒業。血液型はO型。
旧芸名および本名は、鶴貝 裕一（つるがい ゆういち）。

## 来歴
橋本は小学生の頃から流行りの番組やバラエティーを観続け、『M-1グランプリ2002』での笑い飯の漫才に興奮を覚えていた。高校卒業後はドラマにて浜田雅功（ダウンタウン）が演じていたカメラマンの役に憧れ、ダウンタウンを好きなあまりカメラマンの専門学校に通うも「カメラ全然おもんないやん」とわずか2か月で中退。次はお笑いに携われる仕事をしたくて構成作家の事務所に入り、3年ほど働くがやはりお笑いがやりたくなり事務所を辞め同級生の矢野と共に、NSC東京校へ15期生として入学した。
鶴山は小学5年生の時に「幸せって何だろう」と考え始め、笑っていることが幸せと思い一生自分の傍にいるであろう将来のお嫁さんを笑わせたくて芸人を目指した。高校卒業後はファッションの専門学校へ入学するが、3日で自分がこの学校で一番ダサいことに気付き打ちひしがれる。しかし1年の留年を経て卒業。
最初は共にNSCへ入った矢野とコンビ「ホラガラス」を結成した橋本だが、矢野が結婚し子供もできたため解散。不仲が原因で解散した訳ではないので現在でもYouTubeには度々出演している。その次に忍忍忍とコンビ「ロウジュード」を組み、ソニー・ミュージックアーティスツにて活動するも忍忍忍の引退に伴い解散。また1人になりどうしようか考えて、現在の相方である鶴山の顔が浮かび連絡した。
鶴山はNSC入学当初、渡会賢介とコンビ「ぼくのユリゲラー」を結成するも橋本の組んでいたホラガラスと同時期に解散。これからを考えていた時に50万を借りられる機会が生まれ、専門学校時代に聞いていたお遍路へ赴くことを決める。その時は芸人も引退するつもりだったが最初の寺に向かう道中で思い直し、誰を誘うか考え同期の橋本が出てきてコンビを組む想像をしながらお遍路を回り終わり、いよいよ橋本へ連絡するも当時の橋本はロウジュードを結成して間もない頃だったため、やむなく断念。そこから三戸キャップ（現・シンレンサイ）とユニットを組んでキングオブコントへ出場したりしたが、それ以降5〜6年くらいお笑いの活動は一切せずお遍路の影響で山登りばかりしていた。
ちょうどその時にロウジュードを解散した橋本が鶴山へ「試しに一緒にやらないか」と連絡、アンミカ曰く宇宙元旦となる2019年3月21日にコンビを結成した。Mamiko（chelmico）にはカナメストーン・シシガシラと一緒に「推し」の芸人として紹介された。M-1グランプリでは2022年大会から2年連続で準々決勝まで進出。
2025年1月に解散を発表。

## 芸風
主に漫才で、同じボケをリズミカルに繰り返すネタが多い。

## 賞レースなどでの戦績

### M-1グランプリ
| 年度（回）       | 結果         | エントリー No. | 会場                               | 日程           | 備考 |
| ---------------- | ------------ | -------------- | ---------------------------------- | -------------- | ---- |
| 2019年（第15回） | 1回戦敗退    | 1649           | [東京] 新宿シアターモリエール      | 8月15日（木）  |      |
| 2019年（第15回） | 1回戦敗退    | 1649           | [東京] シダックスカルチャーホールA | 9月18日（水）  |      |
| 2020年（第16回） | 2回戦進出    | 1298           | [東京] よしもと有楽町シアター      | 10月31日（土） |      |
| 2021年（第17回） | 2回戦進出    | 653            | [東京] 雷5656会館ときわホール      | 10月14日（木） |      |
| 2022年（第18回） | 準々決勝進出 | 2190           | [東京] ルミネtheよしもと           | 11月16日（水） |      |
| 2023年（第19回） | 準々決勝進出 | 5084           | [東京] ルミネtheよしもと           | 11月21日（火） |      |

### その他賞レース
- 2023年 第3回 つかみ-1グランプリ 優勝[10]

## 出演

### テレビ
- ネタパレ（フジテレビ、2021年4月23日・9月24日）
- 賞金奪い合いネタバトル ソウドリ～SOUDORI～（TBSテレビ、2023年10月3日）

### テレビドラマ
- さよならマエストロ〜父と私のアパッシオナート〜 第3話・第9話（TBSテレビ、2024年1月28日・3月10日）[11]

### ラジオ
- 忘れる。のもしもしトランシーバー（Podcast、2020年12月4日 - 2021年6月10日）[12]
- マイナビ Laughter Night（TBSラジオ 2020年12月4日[13]、2021年4月23日[14]・11月5日[15]） - 2020年12月第1週・今週の一番
- CC.STATION（FM那覇、2022年1月12日 - ） - 毎月第2火曜日深夜パーソナリティ[16]
- 忘れる。のGERA NEXT（お笑いラジオアプリGERA、2022年12月1日 - 22日）[17]

### Web番組
- 有田ジェネレーション（Paravi、2022年2月21日） - 「納言が有田・小峠に会わせたい芸人 忘れる。」